# Asylgesetz (Schweiz)
In der Schweiz wird das Asylrecht durch das Asylgesetz (AsylG) und die diesem beigefügten Verordnungen geregelt. Grundlage ist die Bundesverfassung (BV), welche festhält:
Art. 25 BV: Schutz vor Ausweisung, Auslieferung und Ausschaffung
1 Schweizerinnen und Schweizer dürfen nicht aus der Schweiz ausgewiesen werden; sie dürfen nur mit ihrem Einverständnis an eine ausländische Behörde ausgeliefert werden.
2 Flüchtlinge dürfen nicht in einen Staat ausgeschafft oder ausgeliefert werden, in dem sie verfolgt werden.
3 Niemand darf in einen Staat ausgeschafft werden, in dem ihm Folter oder eine andere Art grausamer und unmenschlicher Behandlung oder Bestrafung droht.
Art. 121 BV:
1 Die Gesetzgebung über die Ein- und Ausreise, den Aufenthalt und die Niederlassung von Ausländerinnen und Ausländern sowie über die Gewährung von Asyl ist Sache des Bundes.
2 Ausländerinnen und Ausländer können aus der Schweiz ausgewiesen werden, wenn sie die Sicherheit des Landes gefährden.
Das Schweizer Asylgesetz (AsylG) wurde am 26. Juni 1998 beschlossen (BBl 1998 3525) und trat am 1. Oktober 1999 in Kraft.
Seitdem gab es Änderungen am 13. Dezember 2002, 20. Juni 2003, 19. Dezember 2003, 18. Juni 2004, 3. November 2004, 17. Dezember 2004, 17. Juni 2005, 16. und 20. Dezember 2005, 24. Oktober 2007 und 13. Juni 2008. Weitere Änderungen folgten (u. a. am 15. Juni 2012 und am 28. September 2012).
Die schweizerische Asylgesetzgebung wurde zwischen rechten Parteien (z. B. Schweizerische Volkspartei) und anderen Parteien sowie Hilfswerken, Kirchen und UNHCR zeitweise heftig diskutiert. Letztere lancierten am 21. Dezember 2005 ein Referendum. Dieses Referendum gegen das revidierte Asylgesetz bekam mit 100'000 Unterschriften deutlich mehr als das nötige Quorum. Die Abstimmungsvorlage (für ein restriktives Asylgesetz) wurde am 24. September 2006 vom Volk deutlich angenommen.

## Vorläufergesetz
Das 1999 in Kraft getretene Asylgesetz ist eine Totalrevision des 1979 beschlossenen und ab 1. Januar 1981 geltenden Asylgesetzes, dem ersten Asylgesetz der Eidgenossenschaft.